# Municipio de Lake Creek (Carolina del Norte)
El municipio de Lake Creek (en inglés: Lake Creek Township) es un municipio ubicado en el  condado de Bladen en el estado estadounidense de Carolina del Norte. En el año 2000 tenía una población de 663 habitantes. 

## Geografía
El municipio de Lake Creek se encuentra ubicado en las coordenadas 34°36′51″N 78°21′41.3″O / 34.61417, -78.361472.